# Aeroportul Bunia
Aeroportul Bunia (IATA: BUX, ICAO: FZKA) este un aeroport din Bunia, Provincia Ituri, Republica Democratică Congo.
Situat la o altitudine de 1.233 m, aeroportul dispune de o singură pistă.